# Cryptamorpha nepalensis
Cryptamorpha nepalensis es una especie de coleóptero de la familia Silvanidae.

## Distribución geográfica
Habita en Nepal.